# Pandan Dulang (Semidang Aji)
Pandan Dulang is een bestuurslaag in het regentschap Ogan Komering Ulu van de provincie Zuid-Sumatra, Indonesië. Pandan Dulang telt 1022 inwoners (volkstelling 2010).